# Jacques-Mathieu Augeard
Pour les articles homonymes, voir Augeard.
Jacques-Mathieu Augeard, marquis de Buzancy, né à Paris vers 1732 (baptisé le 25 mars 1733, paroisse Saint-Eustache) et mort à Paris le 30 mars 1805, est un fermier général, courtisan et mémorialiste français, auteur d'un témoignage historique sur la fin de l'Ancien Régime.

## Biographie
Issu d'une famille de la noblesse d'office dont la branche aînée siégeait au Parlement de Bordeaux et dont la branche cadette, dont il était issu, s'était fixée à Tours, Jacques-Mathieu Augeard était le fils de Jacques Augeard, seigneur du Petit-Mont, maître d'hôtel ordinaire du Régent Philippe d'Orléans, et de Marie-Geneviève de Vougny, ainsi que le neveu de Mathieu Augeard.
Membre de l'élite fisco-administrative de la monarchie, il débute comme maître d'hôtel du duc d'Orléans, puis devient receveur général des domaines et bois de la généralité de Moulins de 1764 à 1767. Ensuite, il occupe une charge de fermier général de 1768 à 1791. Il assure également les fonctions de procureur du roi au bureau des finances de la généralité de Tours à partir de 1769 et actionnaire de la Compagnie de Guyane.
Il épousa en 1768 Anne-Sophie de Serre de Saint-Roman (nièce de Jean-Charles-Pierre Lenoir, belle-sœur du duc Etienne-Denis Pasquier et tante d'Alexis-Jacques de Serre de Saint-Roman) et acquit en 1781 le marquisat de Buzancy. Sa petite-fille, Sophie de Forbin, épousera Adrien de Rougé.
En 1776, il aurait décliné la place de contrôleur général du Trésor royal que lui proposait le ministre Maurepas. Il n'en fut pas moins le principal maître d'œuvre d'une campagne de libelles dirigée contre la politique financière de Jacques Necker en 1780-1781.
Entré en possession de la charge de secrétaire des commandements de la reine Marie-Antoinette en 1777, il proposa à celle-ci, dès le début de la Révolution, de fuir en passant par sa terre de Buzancy. Accusé d'avoir favorisé un projet de départ du Roi pour Metz, il est emprisonné, traduit devant le tribunal du Châtelet, et finalement acquitté le 8 mars 1790.
Réfugié à Bruxelles puis, après la fuite de Varennes, émigré de 1791 à 1799, il ne rentre en France que sous le Consulat. 
Il consacre ses dernières années à écrire ses Mémoires secrets qui ne furent publiés qu'en 1866. Ce témoignage d'un chroniqueur de la cour familier des milieux ministériels, partisan mais bien informé, est riche en anecdotes politico-financières sur les dernières années du règne de Louis XV et sur celui du roi Louis XVI.
Il avait également été conseiller d'État.

## Publications
- Supplément à la Gazette de France, 1771, 5 pages.
- Lettre d'un bon Français au roi sur les administrations provinciales, vers 1780.
- Ma dernière leçon à M. Necker, 1780.
- Lettre d'un ami à M. Necker, 1781, 16 pages.
- Mémoire pour M. Augeard, secrétaire des commandemens de la reine, 1789, 7 pages.
- Mémoire de M. Augeard, 1790, 2 pages.
- Mémoires secrets de J. M. Augeard, secrétaire des commandements de la reine Marie-Antoinette (1760 à 1800). Documents inédits sur les événements accomplis en France pendant les dernières années du règne de Louis XV, le règne de Louis XVI et la Révolution jusqu'au 18 brumaire, précédés d'une introduction par M. Évariste Bavoux, Paris, Plon, 1866. Consultable en ligne

## Sources
- Thierry Claeys, Dictionnaire biographique des financiers en France au XVIIIe siècle, Volume 2, SPM, 2011